# Wes Unseld
Westley Sissel "Wes" Unseld, (Louisville, 14 maart 1946 - Baltimore, 2 juni 2020) was een Amerikaans basketballer. Hij speelde heel zijn carrière voor de Bullets in de NBA (eerst als Baltimore Bullets, daarna als Capital Bullets en ten slotte als Washington Bullets). Hij speelde als center. 

## Carrière
Unseld werd in 1969 - na Wilt Chamberlain - de tweede speler in de competitiegeschiedenis die de Rookie of the Year Award en de Most Valuable Player Award in hetzelfde jaar won. In hetzelfde seizoen werd hij ook benoemd in het All-NBA First Team en het NBA All-Rookie Team. Unseld werd vijf keer gekozen in het All-Star-team tijdens zijn carrière, namelijk in 1969, 1971-73 en 1975. Hij was een van de beste verdedigende spelers van zijn tijd en in 1974/75 had hij de meeste rebounds in de NBA. Hij bereikte vier keer de NBA-finale met de Bullets. Hij won eenmaal, namelijk in 1978 toen hij met zijn team won van de Seattle SuperSonics. Na het winnen van het kampioenschap werd hij ook verkozen tot NBA Finals MVP. 
Unselds shirtnummer 41 werd in 1981 door de Bullets teruggetrokken en wordt sindsdien niet meer gebruikt. In 1988 werd hij opgenomen in de Basketball Hall of Fame. Unseld overleed in zijn woonplaats en werd begraven in King Memorial Park aldaar. Zijn zoon Wes Unseld Jr. werd in 2005 assistent- en in 2021 voor het eerst hoofdcoach in de NBA.
10 Dandridge · 
11 Hayes · 
14 Henderson · 
15 Johnson · 
20 Walker · 
25 Kupchak · 
32 Wright · 
35 Grevey · 
41 Unseld · 
42 Ballard · 
44 Pace · 
45 Chenier · 
Coach Motta